# Henryk Wąsala
Henryk Eustachiusz Wąsala (ur. 12 maja 1899 w Częstochowie, zm. 9-11 kwietnia 1940 w Kalininie) – podkomisarz Policji Państwowej, żołnierz Legionów Polskich i Wojska Polskiego, ofiara zbrodni katyńskiej.

## Życiorys
Urodził się 12 maja 1899 w Częstochowie, w rodzinie Franciszka i Anny z Gaćków. W czasie I wojny światowej walczył w szeregach 1. kompanii I batalionu 5 Pułk Piechoty Legionów Polskich, a od 11 listopada 1918 do 6 lipca 1923 w Wojsku Polskim. 15 lutego 1924 wstąpił do Policji Państwowej. Ukończył Szkołę Oficerów PP w Warszawie. W stopniu przodownika służył w Komisariacie PP w Kielcach. 1 kwietnia 1939 został mianowany podkomisarzem PP. W tym samym roku pełnił obowiązki dowódcy 4 Kompanii Rezerwy Policyjnej w Herbach Starych.
W czasie kampanii wrześniowej 1939 dostał się do sowieckiej niewoli. Przebywał w obozie w Ostaszkowie. 8 lub kwietnia 1940 został przekazany do dyspozycji naczelnika Obwodowego Zarządu NKWD w Kalininie (obecnie Twer). Między 9 a 11 kwietnia 1940 zamordowany i pogrzebany w Miednoje. Od 2 września 2000 spoczywa na Polskim Cmentarzu Wojennym w Miednoje.
Henryk Wąsala był żonaty. Miał dwie córki.
4 października 2007 minister spraw wewnętrznych i administracji Władysław Stasiak mianował go pośmiertnie na stopień komisarza Policji Państwowej. Awans został ogłoszony 10 listopada 2007, w Warszawie, w trakcie uroczystości „Katyń Pamiętamy – Uczcijmy Pamięć Bohaterów”.

## Ordery i odznaczenia
- Krzyż Niepodległości – 2 sierpnia 1931 „za pracę w dziele odzyskania niepodległości”[5]
- Srebrny Krzyż Zasługi[1]
- Medal Pamiątkowy za Wojnę 1918-1921 „Polska Swemu Obrońcy”[1]
- Medal Dziesięciolecia Odzyskanej Niepodległości[1]